# Sjeverni Juti
Sejeverni Juti (Northern Ute), sjeverna skupina Ute Indijanaca koja obuhvaća nekoliko bandi obuhvaćenih pod kolektivnim nazivima White River Ute, Uncompahgre i Uinta. Današnje im je središte gradić Fort Duchesne u Utahu